# Ray Copeland
Ray Copeland (Norfolk, 17 juli 1926 – Sunderland (Massachusetts), 18 mei 1984) was een Amerikaanse jazztrompettist van de swing en de modernjazz, componist en muziekpedagoog.

## Biografie
Aan het begin van zijn muzikale carrière speelde Copeland in 1945 met Cecil Scott, met Chris Columbus in het Small's Paradise in 1946, ging daarna in 1947/1948 op tournee met het orkest van Mercer Ellington en werkte in 1948/1949 met Al Coopers Savoy Sultans. In de eerste helft van de jaren 1950 was hij niet werkzaam als professioneel muzikant, maar werkte hij in een papierfabriek. In zijn vrije tijd speelde hij nu en dan met Andy Kirk, Lucky Millinder, Lucky Thompson, Sy Oliver en anderen. Van 1957 tot 1958 werkte hij bij Randy Weston, Tito Puente en in 1958 bij Oscar Pettiford, Johnny Richards en in 1958/1959 bij Gigi Gryce. Van 1958 tot 1961 was hij werkzaam in het theaterorkest van het Roxy en leidde hij nu en dan een 14-koppige band voor cluboptredens. Van 1962 tot 1964 speelde hij in de begeleidingsband van Pearl Bailey.
Copeland nam in de loop van zijn muzikale carrière deel aan veel swing- en hardbop-sessies. Het bekendst echter zijn zijn opnamen met Thelonious Monk op het album Monk's Music in 1956. Copeland speelde een swingende stijl, maar kon echter nooit in de schaduw treden van trompettisten van zijn tijd als Lee Morgan en Clifford Brown. In 1967 speelde hij mee in de bigband van Booker Ervin, in 1968 was hij nogmaals op tournee met Thelonious Monk en in 1973 speelde hij tijdens het Newport Jazz Festival. Bovendien nam Copeland albums op met het Oliver Nelson Orchestra, de blueszanger Jimmy Witherspoon en Ella Fitzgerald.
Sinds eind jaren 1960 was Copeland versterkt bezig als muziekpedagoog. Hij hield o.a. workshops aan openbare scholen, bij Jazzmobile en talrijke zomeruniversiteiten. Later was Copeland professor voor muziek aan het Hampshire College in Amhurst en doceerde hij jazzcompositie. Zijn Classical Jazz Suite in Six Movements had in 1970 première in het Lincoln Center.

## Discografie
- 1954: Thelonious Monk: Blue Monk (Prestige Records)
- 1957: Randy Weston: The Modern Art of Jazz (Dawn Records)
- 1957: Phil Woods/Red Garland: Sugan (Prestige Records)
- 1967: Booker Ervin: Booker 'n' Brass (Pacific Jazz Records)

## Publicatie
- The Ray Copeland Method and Approach to the Creative Art of Jazz Improvisation (Kaerecea, 1974)